# ペナン・モノレール
ペナンモノレール（マレー語：Penang Monorail）は、マレーシアのペナン島・タンジョントコン駅からペナン国際空港駅を結ぶ、計画中のモノレール系統で、第9回マレーシア計画と北部経済回廊（NCER）に基づいてである。これはペナン島に建設する予定である。この37キロのシステムはRM 1.6のコストが必要だと予想されている。第9次マレーシア計画中の評価では、これ以外につながる非政府組織や政治家のさまざまな反応が生み出ている。